# Bai Ling
 Bai Ling (chin. 白靈 / 白灵, Bái Líng; n. 10 octombrie 1966, Chengdu, China) este o actriță și fotomodel chinez. Presa de scandal a avut un articol unde se amintea că Bai Ling, ar fi fost arestată pe 14 februarie 2008 pe aeroportul din Los Angeles pentru un furt dintr-un magazin și nevoită să plătească o amendă de 700 de dolari.

## Filmografie
| An   | Film                                                              | Rol                    | Note |
| ---- | ----------------------------------------------------------------- | ---------------------- | --- |
| 1984 | Hai tan (海滩, The Beach)                                         | Lu Xiao Mei (陆小妹)   | |
| 1985 | Tears in Suzhou (泪洒姑苏, Lei sa Gu Su)                          | Wang Lingjuan (王怜娟) | |
| 1985 | Suspended Sentence (缓期执行)                                     | Yang Lei (杨蕾)        | |
| 1986 | Yue Yue (月月)                                                    | Yue Yue (月月)         | |
| 1986 | The Bloody Trace (血案疑踪)                                       |                        | |
| 1987 | Shan cun feng yue (山村风月, "Wind and Moon of Mountain Village") | 桂儿                   | |
| 1987 | College Student Stories (大学生轶事, Da xue sheng yi shi)         | Xiao Qian (小钱)       | aka. On Their One |
| 1988 | Hit Without Gun (无枪枪手, Wu qiang qiang shou)                   | Yan Hong (严红)        | |
| 1989 | The Shining Arc (弧光, Hu guang)                                  | Jing Huan (景唤)       | |
| 1989 | The Illegal Gunman (非法持枪者)                                   |                        | |
| 1992 | Pen Pals                                                          | Sharice                | |
| 1993 | Homicide: Life on the Street                                      | Lin Chang/Teri Chow    | Serial TV, 1 episod |
| 1994 | The Crow                                                          | Myca                   | |
| 1994 | Dead Funny                                                        | Norriko                | |
| 1995 | The Cosby Mysteries                                               | Dr. Valerie Chong      | Serial TV, 1 episod |
| 1995 | Dead Weekend                                                      | Amelia A               | TV film |
| 1995 | Nixon                                                             | Chinese Interpreter    | |
| 1997 | Red Corner                                                        | Shen Yuelin            | Best Actress - San Diego Film Critics Society Awards Breakthrough Female Performance - National Board of Review Female Discovery of the Year - Golden Apple Awards |
| 1998 | Touched by an Angel                                               | Jean Chang             | Serial TV, 2 episodes |
| 1998 | Somewhere in the City                                             | Lu Lu                  | |
| 1999 | Row Your Boat                                                     | Chun Hua               | |
| 1999 | Wild Wild West                                                    | Miss East              | |
| 1999 | Anna and the King                                                 | Tuptim                 | |
| 2000 | Chi-Chian: The Black Seed                                         | Chi-Chian (voice)      | Serial TV |
| 2000 | Angel                                                             | Jhiera                 | Serial TV, 1 episod |
| 2000 | The Wild Thornberrys                                              | Mei-Mei/Mother Panda   | Serial TV |
| 2001 | The Monkey King (TV miniseries)                                   | Guanyin                | TV film |
| 2001 | Shaolin Soccer                                                    | Mui                    | Voice |
| 2001 | The Breed                                                         | Lucy Westenra          | |
| 2002 | Face                                                              | Kim                    | |
| 2002 | Storm Watch                                                       | Skylar                 | |
| 2002 | Point of Origin                                                   | Wanda Orr              | |
| 2003 | Taxi 3                                                            | Qiu                    | |
| 2003 | The Extreme Team                                                  | RJ                     | |
| 2003 | Paris                                                             | Linda/Shen Li          | |
| 2003 | Jake 2.0                                                          | Mei Ling               | Serial TV, 1 episod |
| 2004 | My Baby's Daddy                                                   | XiXi                   | |
| 2004 | The Beautiful Country                                             | Ling                   | |
| 2004 | She Hate Me                                                       | Oni                    | |
| 2004 | Dumplings (餃子; Jiao zi)                                         | Mei                    | Best Supporting Actress - 2005 Hong Kong Film Awards Best Supporting Actress - Golden Bauhinia Awards Best Supporting Actress - Golden Horse Film Festival         |
| 2004 | Three... Extremes (三更2; Sam gang yi)                            | Mei                    | Segment Dumplings |
| 2004 | Sky Captain and the World of Tomorrow                             | Mysterious Woman       | |
| 2005 | Star Wars Episode III: Revenge of the Sith                        | Senator Bana Breemu    | deleted scenes |
| 2005 | Lords of Dogtown                                                  | Punky Photographer     | |
| 2005 | Entourage                                                         | Li Lei                 | Serial TV, 1 episod |
| 2005 | Nomad                                                             | Gaukhar                | Voice |
| 2005 | Edmond                                                            | Peep show Girl         | |
| 2006 | Man About Town                                                    | Barbi Ling             | |
| 2006 | Best of Chris Isaak (Video)                                       |                        | Segment Please (uncredited) |
| 2006 | Southland Tales                                                   | Serpentine             | |
| 2006 | Scarface: The World Is Yours                                      | U-Gin Bar Manager      | Video game, Voice |
| 2007 | Lost                                                              | Achara                 | Serial TV, 1 episod ("Stranger in a Strange Land") |
| 2007 | Living & Dying                                                    | Nadia                  | |
| 2007 | The Unit                                                          | Princess               | Serial TV, 1 episod |
| 2007 | Shanghai Baby                                                     | Coco                   | |
| 2007 | The Gene Generation                                               | Michelle               | |
| 2008 | Toxic                                                             | Lena                   | |
| 2008 | The Hustle                                                        | Han                    | |
| 2008 | A Beautiful Life                                                  | Esther                 | |
| 2008 | Dim Sum Funeral                                                   | Deedee                 | |
| 2009 | Crank: High Voltage                                               | Ria                    | |
| 2009 | Chain Letter                                                      | Jai Pham               | |
| 2010 | The Lazarus Papers                                                | Kyo                    | |
| 2010 | Comedy Makes You Cry (拍卖春天, Pai mai chun tian)                | Zhang Qian (张倩)      | |
| 2010 | Love Ranch                                                        | Samantha               | |
| 2010 | Circle of Pain (Video)                                            | Victoria Rualan        | |
| 2010 | The Confidant                                                     | Black                  | |
| 2010 | Magic Man                                                         | Samantha               | |
| 2010 | Petty Cash                                                        | Coco                   | |
| 2010 | Locked Down                                                       | Guard Flores           | |
| 2010 | The Bad Penny                                                     | Nok                    | |
| 2010 | The Being Frank Show                                              |                        | Serial TV |
| 2012 | Hawaii Five-0                                                     | Esmeralda              | Serial TV, 1 episod |
| 2012 | Clash of the Empires                                              | Laylan                 | |
| 2012 | Yellow Hill: The Stranger's Tale                                  | The Stranger           | Scurt |
| 2013 | Speed Dragon                                                      | Jackie                 | Best Feature Film - New York International Independent Film & Video Festival                                                                                       |
| 2013 | The Gauntlet                                                      | Kim Lee                | Best Actress - Los Angeles Cinema Festival of Hollywood (Fall 2013) Best Actress - 2014 Asians On Film Festival                                                    |
| 2013 | American Girls                                                    | Amanda Chen            | |
| 2014 | Blood Shed                                                        | Lucy                   | |
| 2014 | Terms & Conditions                                                | The Bodyguard          | |
| 2014 | Beyond the Game                                                   | TBD                    | |
| 2014 | Everlasting                                                       | Cristiane              | |
| 2014 | 6 Ways to Sundown                                                 | June Lee               | |
| 2014 | When the Devil Rides Out                                          | TBD                    | |
| 2014 | The Haunted Secret                                                | ZiZi                   | |
| 2014 | Call Me King                                                      | Li Soo                 | |

## Discografie

### Single-uri
- "Rehab" (2011)[4]
- "U Touch Me, I Don't Know U" (2011)[5]
- "I Love U My Valentine" (2012)[6]
- "Tuesday Night 8pm" (2012)[7]

### Clipuri video
- "Rehab" (2011)[8]
- "U Touch Me, I Don't Know U" (2011)[9]
- "I Love U My Valentine" (2012)[10]
- "Tuesday Night 8pm" (2012)[11]